# Trollpackorna
Trollpackorna är en satirgrupp från Malmö bestående av Åsa Asptjärn, Isabelle Espinoza, Efva Henrysson, Niklas Kraft och Gertrud Larsson. Gruppen var aktiv under 1990-talet och dess sketcher angrep i regel samhällsfrågor ur ett feministiskt perspektiv.
Trollpackorna gjorde flera shower, och var ett stående inslag i Radio Ellen i Sveriges Radio P1. Gruppen upplöstes i mitten av 1990-talet och Asptjärn och Larsson fortsatte därefter som duon Åsa & Gertrud, bland annat med sketcher i Sveriges Radio.

## Shower
- Jellybabies - en cabaret, premiär 22 maj 1991
- Tack så in i helvete, premiär 15 juli 1993
- Det sociala larvet, premiär 5 januari 1994
- Nema problema, premiär 15 juli 1994

## Diskografi
- Trollpackorna:Trollpackorna, 1995
- Åsa & Gertrud:Sketcher att älska till, 1998